# Yismaw Dillu
Yismaw Dillu (amharisch ይስማው ዲሉ; * 11. September 2005) ist ein äthiopischer Leichtathlet, der sich auf den Langstreckenlauf spezialisiert hat.

## Sportliche Laufbahn
Erste Erfahrungen bei internationalen Meisterschaften sammelte Yismaw Dillu bei den Crosslauf-Weltmeisterschaften 2023 in Bathurst, bei denen er nach 25:46 min auf den 15. Platz im U20-Rennen gelangte. Im August startete er im 10.000-Meter-Lauf bei den Weltmeisterschaften in Budapest und musste dort sein Rennen vorzeitig beenden. Im Jahr darauf belegte er bei den Crosslauf-Weltmeisterschaften 2024 in Belgrad in 22:48 min den vierten Platz im U20-Rennen und sicherte sich in der Teamwertung die Silbermedaille.

## Persönliche Bestzeiten
- 10.000 Meter: 27:08,85 min, 23. Juni 2023 in Nerja